# سیستانه
سیستانه، يعني محلي كه قبلاً در آنجا 30 آستانه و به عبارتي 30 محله در آن وجود دارد كه به مرور زمان بر اثر گذشت زمان ناپديد شده‌اند.
سيستانه يكي از روستاهاي با قدمت زياد در مسير رود خرم رود و زير مجموعه ي شهرستان تويسركان در استان همدان ایران است.
از محله های این روستا میتوان به محله بالا، محله پایین، نُقوا، نُواما، پیل وَرگِو، سینه گِلَکُن، سیمیَر، سورُون، بند دمّا، مُزَرَز، دره بزرگ، دره کوچک، پير خومه، گُوگِه راه و بَلیَّر اشاره کرد.
در بررسیها و پیگیریهای انجام گرفته از موزهٔ مردم شناسی سازمان میراث فرهنگی مشخص گردید:
این روستا در زمان شاه اسماعیل صفوی با کوچاندن و تبعید بخشی از مبارزین و جنگجویان نواحی سیستان ((اینان به مخالفت با حکومت مرکزی وقت ایران برخاسته و زندگی زیر لوای حکومت صفویان رو برنمی تافته و یاغی دستگاه صفویه گشته و داعیه جنگ با صفویان را در شرق ایران برافراشتند و در جنگ با حکومت مرکزی ایران مغلوب گردیدند. )) به این منطقه و موقعیت جغرافیایی بنا گردید، پیشینیان این روستا به‌همین سبب نام این روستا را با عنوان و یادگاری از دیار کهن خود"سیستان" نام نهادند و به روایتی نام سیستانه به معنای مرکز فرماندهی سی روستا ، سی آبادی که در آن زمان تعدادشان اندک بوده و در دوره قاجار به بعد تعداد روستاها حدود دوبرابر شده، در دوره شاه سلیمان صفوی مرحوم ساروخان چلبی حاکم همدان بود و مالک خرمرود و کرزانرود و سرکان رود بوده است ضابطین مرحوم ساروخان از قلمرویش نگهداری می‌کردند و خودش در دربار شاهان صفوی فرماندهی کل قوای ایران را داشت و بعد از او املاکش که در قزوین و کرمان و تویسرکان بود به فرزندانش انتقال یافت و فرزندانش در این سه شهر مستقر شدند مرحوم ساروخان دوم که سردار و پسرعمه نادرشاه بود سهم الرثش تویسرکان شده تا اینکه بعد از مرگ کریم خان زند حاکم سنندج به قصد گرفتن سلطنت ایران به طرف تهران حرکت کرد در همدان پسرش سخت مریض شد چند روزی به مداوای او مشغول شد در این مدت قاجار ها به قدرت رسیدن و او از خشم قاجار ها به خرمرود گریخت و به نوادگان مرحوم ساروخان در قلعه اشتران پناهنده شد تا اینکه زمان مظفرالدین شاه قاجار که خشکسالی و قحطی بزرگی رخ داده بود نوادگان حاکم سنندج ( اردلان ها)از فرصت استفاده و با همدستانش انبار گندم دولت قاجار که در اختیار مرحوم عباسقلی خان سرتیپ نواده مرحوم ساروخان بود را غارت کردند و دولت بجای خسارت گندم املاک مرحوم عباسقلی خان چلبی را توقیف و اردلان‌ها با پول گندم های مسروقه صاحب املاک فراوانی در خرمرود و... شدند که نوادگانش قلعه مرحوم ساروخان را به نام جدشان مراد خان ثبت میراث ملی کردند امید است رییس محترم اداره ثبت میراث ملی همکاری لازم را انجام و قلعه اشتران به نام مرحوم ساروخان تغییر دهد، با سپاس از مدیر سایت

## جمعیت
این روستا در دهستان خرم‌رود قرار دارد و براساس سرشماری مرکز آمار ایران در سال ۱۳۹۵، جمعیت آن ۱۱۰ نفر (۵۵ خانوار) بوده‌است.
خاندان ها= از اهم خانواده های سرشناس: ""بیات ،الیاسی، کیانی ،شهسواری،  چلبی"" میتوان نام برد
این روستا دارای مردمانی سخت کوش، مهمان نواز و مهربان بوده و مطمئن باشید در سفر خود به این روستا، خاطرات زیبایی رو با خود به ارمغان خواهید برد.
این روستا در زمستانها تقریبا" خالی از سکنه میباشدو اهالی این روستا بیشتر ساکن تهران و گوهردشت کرج و تعداد قلیلی هم ساکن شیراز میباشند، مهاجرین این روستابه شهرهای دیگر، در شهرهای مقصد جاافتاده و از نظر اقتصادی و فرهنگی و اجتماعی وضعیت مناسبی را در بین جوامع خود دارا میباشند.

## چالشهای پیش رو
کمبود آب و نزولات جوّی و استفاده بیش از حد از آبهای زیرزمینی به علت احداث بی رویه چاههای آب توسط بعضی از روستاییان موجب خشکسالی گردیده که این مهم بعضاً باعث درگیری‌هایی بین روستاییان با خود و با روستاهای دیگر شده است.
مشکل بعدی در این روستا ساخت خانه هایی با معماری جدید و ناهمگون با طیف خانه‌های روستایی است که این ساخت و سازِ نامتناسب، جلوه و منظره نامناسبی به ظاهر روستا داده‌است.

## طبیعت روستا
این روستا از طبیعت بسیار زیبا و باغهای سرسبز گردو و ... برخوردار بوده و هر بیننده‌ای را در بدو ورود محسور خود ساخته و مناظر زیبایی را که در رؤیای خود میتوانید تصور کنید شامل:
درختان کهن، بزرگ و سربه فلک کشیده و جاده هایی که در زیر چتر سبز این درختان مانند بوم نقاشی  محو میگردد به زیبایی هایی این منطقه دامن زده است.

## مناظر و عکسهایی از روستا
---
---
---
---

---
---
---
---

---
---
---
---

## مشاغل روستاییان
روستاییان در بیشتر فصول به باغداری محصولاتی مانند گردو، بادام، میوه‌جات و کشاورزی مشغول می‌باشند.